# Heinkel He 162 Volksjager
Heinkel He 162 Volksjäger (чете се Хайнкел Фолксйегер) е немски едномоторен реактивен изтребител, експлоатиран от Луфтвафе по време на Втората световна война.
Наричан е също Salamander („Саламандър“) и Spatz („Врабец“). Salamander е кодовото име на програмата за конструиране на крилото, а Spatz е името, което дава на самолета фирмата производител Heinkel.
He 162 Volksjäger е проектиран, построен и изпитан в най-кратки срокове – само за 90 дни. Той се превръща в най-бързия от всички самолети от тази епоха, взели участие в бойни действия.

## История
От зимата на 1940 г. територията на Германия е подложена на масови бомбардировки. И ако през периода 1940 – 42 г. те все още не причиняват съществени щети и са отбивани доста успешно от Луфтвафе, след 1943 г. нальотите вече нанасят огромни поражения на индустрията на Райха. В началото на 1944 г. на територията на Германия започва атаки американската 8-а въздушна армия, въоръжена със скоростни изтребители P-51 Mustang. В условията на огромно числено превъзходство на противника във въздуха, немската авиация понася големи загуби.
Ръководството на Германия разбира, че е невъзможно да се справи с многократно превъзхождащите го числено врагове чрез производството на самолети с бутални двигатели. Необходим е изтребител от ново поколение.
Управляващите имат две идеи за решаване на проблема. Адолф Галанд, командир на изтребителната авиация, счита, че самолетът Messerschmitt Me 262 трябва да бъде въведен възможно най-бързо в експлоатация. Опонентите му, наблягайки на ниската надежност на Me.262, настояват за разработване на евтин и лек едномоторен реактивен изтребител. Тази гледна точка поддържат главнокомандващият на Луфтвафе райхсмаршал Херман Гьоринг и министърът на въоръженията и военната промишленост Алберт Шпеер.
На 25 септември 1944 г. Хитлер издава декрет за създаването на германско опълчение – фолксщурм, под ръководството на райхсфюрера от СС Хайнрих Химлер. Луфтвафе също се нуждае от подразделения, които могат да бъдат въздушен аналог на фолксщурм. В кратки срокове Гьоринг провежда среща с генерал Алфред Келер, командир на Национал-социалистическия авиокорпус (също занимаващ се с летателна подготовка сред членовете на Хитлерюгенд). Келер обещава да осигури пилоти за хиляди самолети Volksjäger, които трябва да слязат от поточната линия в близко бъдеще. Всички годни членове на Хитлерюгенд трябва незабавно да започнат обучение на планери, след което бързо да бъдат прехвърлени на Volksjäger. Немското командване смята, че преминаването от планер на реактивен самолет трябва да мине лесно, а бойната подготовка може да бъде проведена по време на службата в армията.
Национал-социалистическия авиокорпус също стартира проект за създаване на прост и евтин изтребител, подходящ за масово производство от лесно достъпни материали и с прилагане на нискоквалифицирана работната сила. До основните авиостроителни фирми Arado, Blohm + Voss, Fiesler, Focke-Wulf, Heinkel, Messerschmitt и Junkers са разпратени следните проектни характеристики за новия реактивен изтребител-прехващач:
- Максимална скорост – 800 km/h
- Двигател: един BMW-003 с тяга 800 kg, за бързо излитане могат да бъдат използвани ракетни ускорители Walter Ri 502, прикрепени към фюзелажа
- Специфично натоварване на крилото – не повече от 200 kg/m²
- Продължителност на полета – 20 min
- Въоръжение – 2x 30 mm оръдия
- Дължина на разбег – не повече от 500 m
- Тегло на броня (само за защита отпред) – 50 kg
- Излетно тегло – не повече от 2000 kg

Самолетът е трябвало да бъде готов за производство до 1 януари 1945 г. (т.е. за четири месеца).
След това авиокорпусът провежда конференция, където преминава първоначалната оценка на предложенията на авиостроителите. Messerschmitt се отказва от проекта, идеите на Focke Wulf са нереалистични, офертата на Arado е отхвърлена незабавно, а самолетът на Heinkel не отговаря на част от изискванията. За най-добър от предложените проекти е признат този на Blohm + Voss. На конференцията фирма Heinkel е представена от един от нейните директори, Франке, на когото съобщават, че неговият проект не е подходящ, тъй като: на ниво морско равнище проектосамолетът има продължителност на полета 20 минути, във връзка с необичайното разположение на двигателя, се очакват трудности при техническото обслужване, дължината на разбега превишава зададената, демонтажът за превоз с железопътен транспорт отнема твърде много време и вместо 30 mm оръдие, самолетът има само едно 20 mm.
Франке подава протест, аргументирайки се с това, че останалите участници в конкурса използват други формули за изчисляване на теглото и летателно-техническите характеристики. След 4 дни конференцията се провежда наново, преразглеждайки всички оферти. И отново е взето решение, че проектът на Blohm & Voss P211 превъзхожда конкурентите си. Завързва се спор между представителите на Heinkel и Blohm + Voss, в резултат на което така и не се приема окончателно решение.
На 30 септември е проведена още една конференция, на която е обявена победата на Heinkel. Серийното производство на самолетите от проекта Heinkel P1073 трябва да започне веднага с начален капацитет от 1000 машини месечно. В продължение на няколко седмици почти всички работещи по проекта чертожници и инженери остават на работните си места и прекарват нощта над чертожните си дъски. На 29 октомври са завършени детайлните чертежи и са изпратени в производството – с един ден по-рано от предвиденото.

## Конструкция и производство
Конструкцията на He-162 е изпълнена предимно от слоеста дървесина (недостигът на метал е огромен). Самолетът има монококова конструкция от лека сплав, с носов обтекател от огънат шперплат. Крилото е изработено от дърво с шперплатова обшивка и подвижни метални краища, и е прикрепено към фюзелажа с четири болта. Опашното оперение, кормилата за височина и посока са изработени от лека сплав, а килът – от дърво. Шасито се прибира хидравлично и се спуска механично, с помощта на пружини. Турбореактивният двигател BMW 003 Sturm е закрепен върху фюзелажа с два болта отпред и един отзад. Основният запас от гориво се съхранява във фюзелажния резервоар с капацитет от 695 L. Резервоарите в крилете увеличават запасите на гориво до 765 L. За пускане на двигателя е използван двутактов пусков двигател Riedel, който от своя страна се стартира по електрически път от кабината на пилота. В кабината е монтирано катапултиращо кресло (собствена разработка на Heinkel), което в случай на извънредна ситуация се изстрелва с помощта на експлозивен заряд. Новият самолет е въоръжен с две 30 mm оръдия MK-108 с по 50 снаряда на цев или с две 20 mm MG 151 с по 120 снаряда всеки.
He 162 VI (с производствен номер 2000001) извършва първия си полет на 6 декември 1944 г.
Производството на самолета Не 162, официално наречен Volksjäger („народен изтребител“), получава приоритет спрямо всички останали оръжейни програми. Планираните количества произведени самолети към месец май 1945 г. са от 1000 до 5000 бройки, които се окомплектоват в пет различни предприятия. За тази цел заводите на Heinkel се кооперират с повече от 700 фирми, които трябва да се снабдяват взаимно с детайли, възли, както и с отделни агрегати (крила, оперение и др.).
Самолетите Не 162 се сглобяват в следните заводи:
- Фирмен завод на Heinkel край Росток
- Подземен завод в австрийския град Хинтербрюл (Зеегроте), изграден в стара варовикова мина
- В завода на фирмата Mittelwerk GmbH в Нордхаузен.
- В заводите на Junkers в Бернбург.

Заводите Heinkel и Junkers трябва да произвеждат по 1000 машини месечно, а Mittelwerk – по 2000. За подготовката на серийното производство отговаря клонът на Heinkel във Виена. Въпреки че работата по самолета трябва да се пази в тайна, сглобените фюзелажи на He 162 често са изнасяни от територията на завода в Хинтербрюл – шахтите на мината са твърде тесни за монтаж на крилете. Произведените в Хинтербрюл He-162 са модификация 220001, а самолетите от предсерийното производство от завода във Виена – 200000.
Всяко от предприятията, получило трудната задача в своята част от производството, се стреми да опрости конструкцията на произвежданите изделия и да ги адаптира към свои приети технологии. Така например, в завода на фирма Gotha Waggonfabrik, на когото е възложено да произведе крилото на Не 162, се установява, че съществуващата конструкция (дървено еднолонжеронно крило) се оказва трудна, а производственият цикъл е толкова дълъг, че това възпрепятства изпълнението на зададената програма за предаване на самолета в най-кратки срокове. Затова в завода е проектирано и произведено ново крило с моноблокова конструкция. С тази рационализация бригада от 12 работници може да произведе комплект панели за крилото на всеки 8 минути.
Въпреки старанието на производителите, поради системното прекъсване на доставките и постоянните бомбардировки, към началото на май 1945 г. в състава на 1-ва изтребителна ескадра (Jagdgeschwader 1) има само около 120 машини, още около 200 напълно сглобени самолета така и си остават в заводите, а 600 апарата не са окомплектовани напълно.
За да се гарантира производството на изтребители Не 162 в условията на продължаващите нападения на противниковата авиация, повечето предприятия са разположени под земята.
Официално Луфтвафе приема на въоръжение 120 самолета He 162, още 50 машини са взети от заводите без официалните формалности. Към момента на приключване на войната още 100 самолета са в очакване на полетни изпитания, а още 800 са пред завършване в различните заводи.

## Модификации
- He 162 A-0 – първата началната партида от 10 самолета.
- He 162 A-1 – с две 30 mm оръдия MK 108 (с по 50 снаряда на цев).
- He 162 A-2 – с две 20 mm оръдия MG 151 (с по 120 снаряда на цев).
- He 162 A-3 – предполагаема подобрена версия със сдвоено 30 mm оръдие MK 108 в подсилената носова част.
- He 162 A-8 – предполагаема подобрена версия с по-мощен двигател Jumo 004 D-4.
- Не 162В – този проект е разработван в рамките на програмата Miniaturjager на базата на Не-162А. Помяната се заключава в монтирането на два пулсиращи въздушно-реактивни двигателя As 014, вместо един BMW 003. Общата тяга на двигателите възлизала на 670 kgs, полетно тегло – 3300 kg, максималната скорост – 810 km/h, практическият таван е 8000 m. Въоръжението остава непроменено.
- Не 162В-2 се различава от Не 162В по това, че вместо два двигателя As 014, има един As 044 с тяга 500 kgs.
- Не 162С представлява по-нататъшното развитие на самолета от серия А, но с двигател HeS 011. Разработва се в два варианта – с крило с нормална и с крило с крило с обратна стреловидност.
- Tachikawa Ki 162 – лицензионна версия на He 162, планирана за производство в Япония.

## Бойно приложение
Обучението на наземния обслужващ състав започва в Нойенмаркт и във Вайденберг. Първите самолети He 162 трябва да получи 1-ва изтребителна ескадра (JG1), под командването на полковник Херберт Илефелд. На 6 февруари 1945 г. JG1 получава заповед да предадат своите Fw 190 на 2-ра ескадра и да се предислоцира в Пархим за преминаване на курс по преобучение на He 162. JG1 прекарва в Пархим 9 седмици, след което е прехвърлена в Людвигслюст. 6 дни по-късно е последното прехвърляне на ескадрилата в базата в Лех (Австрия), под командването на старши лейтенант Емил Демут. Летището и прилежащите полета в Лех са заети от техника на три дивизии (включително и реактивните бомбардировачи Arado 234). В този хаос, в условия на недостатъчно снабдяване и недостиг на оборудване, нормалното функциониране на JG1 е парализирано. Междувременно Хитлер прехвърля цялата програма Volksjäger от Луфтвафе на SS.
Като цяло He 162 почти не участват в бойни действия. Една от малкото потвърдени атаки с този самолет остава тази на Рудолф Шмит от 1-ва ескадрила (JG 1) срещу противников самолет от типа Hawker Typhoon или Hawker Tempest. Пилотът атакува британския изтребител и го сваля. По спомените на бойния другар на Шмит, летеца Дьомут, пилотите от ескадрилата успяват да разговарят със сваления авиатор. Действително, на 4 май 1945 г. британците губят два Typhoon-а, но немската зенитна артилерия записва свалянето и на двата самолета в своя актив. Няма други доказателства за въздушни победи на He 162.
Няма много достоверни данни за бойните полети на „народните изтребители“, но доклади, свидетелстващи за многобройните аварии и катастрофи на тези самолети заради конструктивни грешки и производствени дефекти не липсват. Заради необичайното разположение на двигателя си самолетът има много ниска попътна устойчивост. He 162 не прощава грешки – нуждае се от внимателно пилотиране от страна на опитни пилоти. Самолетът в никакъв случай не е подходящ за 16-годишни младежи с повърхностен опит в управлението на планери, превръщащо полетите им на него в самоубийствени.
Самолетът е изключително нестабилен в управлението, затова на пилотите от JG 1 е забранено да изпълняват виражи със скорост, превишаваща 500 km/h. Летците не обичат самолета заради нестабилността му в полет и незащитената му кабина, включително невероятно високата му скорост.
Само в протежение на три седмици – от 13 април до края на войната, 1-ва ескадрила на 1-ва ескадра, въоръжена с Не 162, губи 13 самолета и 10 пилота, от които само 3 апарата са унищожени от противника, а останалите загуби са в резултат на аварии и катастрофи. С една дума, в тази ескадрила средно на всеки два дни е имало по една авария.
На 8 май 1945 г. съюзническите войски превземат летището Леха, заедно с всички намиращи се в него He 162. Това е краят на програмата Volksjager.

## В компютърните игри
- В играта War Thunder He 162 A-2 присъства в 5-о ниво на развитието на Германия.
- В играта Il-2 Sturmovik

## Изображения
- He-162A-2
- He-162, поглед отзад